# أوسامو آبي (لاعب كرة قاعدة)
أوسامو آبي (باليابانية: 安部理؛ بالكانا: あべ おさむ) هو لاعب كرة قاعدة ياباني، ولد في 19 ديسمبر 1962 في شيرويشي في اليابان.

## وصلات خارجية
- أوسامو آبي على موقع الدوري الياباني لكرة القاعدة (الإنجليزية)
- أوسامو آبي على موقعبيزبول رفرنس.كوم (الدوري الثانوي) (الإنجليزية)